# Le Fiancé aux deux visages
Pour plus de détails, voir Fiche technique et Distribution.
Le Fiancé aux deux visages (The Craigslist Killer) est un téléfilm américain réalisé par Stephen Kay, diffusé le 3 janvier 2011 sur Lifetime.
Il s'agit d'un téléfilm basé sur des faits réels : l'histoire de Philip Markoff (en), le tueur d'Internet, qui se suicida en 2010 dans sa cellule.

## Synopsis
Un brillant étudiant en médecine à l'université de Boston rencontre Megan, également étudiante, qu'il va séduire, puis la demander en mariage. Cette dernière ignore que son époux cache un terrible second visage qui fera la une dans la presse américaine, le surnommant « le tueur de Craigslist », nom tiré du site qu'il a fréquenté.

## Fiche technique
- Titre original : The Craigslist Killer
- Titre français : Le Fiancé aux deux visages
- Réalisation : Stephen Kay
- Scénario : Donald Martin et Stephen Tolkin
- Direction artistique : Marek Dobrowolski
- Décors : Alicia Maccarone
- Costumes : William Vail
- Photographie : Jamie Barber
- Montage : Hunter M. Via
- Musique : Tree Adams
- Production : Kyle A. Clark
- Sociétés de production : PeaceOut Productions, Silver Screen Pictures et Silverscreen Alta Productions
- Société de distribution : Lifetime (diffusion)
- Pays d'origine : États-Unis
- Langue originale : anglais
- Genre : drame criminel
- Durée : 87 minutes
- Dates de diffusion :
  -  États-Unis : 3 janvier 2011 sur Lifetime
  -  Québec : 16 octobre 2011 sur [Laquelle ?]
  -  France : 2 avril 2012 sur TF1

## Distribution
- Jake McDorman (VF : Damien Boisseau) : Philip Markoff
- Agnes Bruckner (VF : Céline Mauge) : Megan McAllister
- Joshua Close (VF : Laurent Mantel) : Détective Frye
- Julia Campbell (VF : Isabelle Théobald) : Susan McAllister
- Kevin Kilner (VF : Mathieu Buscatto) : David McAllister
- Sam McMurray (VF : Philippe Catoire) : Docteur Janeway
- Judith Hoag : Patricia Banks
- Candice Patton (VF : Fily Keita) : Kate
- Leela Savasta (VF : Anne Tilloy) : Julissa Brisman
- Trieste Kelly Dunn (VF : Sandra Veloccia) : Trisha Leffler
- William Baldwin (VF : Xavier Fagnon) : lieutenant Bennett
- Kerry Knuppe (VF : Audrey Sablé) : Janet
- Toby Meuli (VF : Glen Hervé) : Tom Wilson
- Suzanne Quast (VF : Marion Koen) : Amber
- Alan Wells (VF : Fabien Briche) : Michael McAllister
- Jhemma Ziegler : Monica

 Source et légende : version française (VF) sur RS Doublage et selon le carton de doublage télévisuel.

## Accueil
Le téléfilm a été vu par 5,391 millions de téléspectateurs lors de sa première diffusion.